# کیانوش رستمی
کیانوش رستمی (زادهٔ ۱ مرداد ۱۳۷۰)  وزنه‌بردار اهل ایران است. او موفق به کسب نشان طلای مسابقات المپیک ریو ۲۰۱۶ و عنوان نایب قهرمانی مسابقات المپیک لندن ۲۰۱۲ شده‌است. رستمی همچنین عنوان قهرمانی رقابت‌های قهرمانی جهان ۲۰۱۱ و ۲۰۱۴ را در کارنامه دارد.

## اوایل زندگی
کیانوش رستمی در سال ۱۳۷۰ در شهرستان اسلام‌آباد استان کرمانشاه به دنیا آمد و از همان کودکی در ورزش‌های مختلف به فعالیت پرداخت.
او در مقطع دبیرستان وارد رشتهٔ کامپیوتر شد و در همان رشته دیپلم خود را گرفت اما پس از آن تصمیم گرفت که در دانشگاه حسابداری بخواند و مدتی نیز به عنوان دانشجو رشتهٔ حسابداری در دانشگاه سما کرمانشاه به تحصیل پرداخت، اما پس از مدتی منصرف شد و با وارد شدن به دنیای ورزش و وزنه‌برداری و کسب افتخارات فراوان در ورزش در مقطع لیسانس رشتهٔ تربیت بدنی در دانشگاه آزاد اسلامی ادامه تحصیل داد و لیسانس تربیت بدنی را کسب نمود.
کیانوش رستمی از همان دوران نوجوانی در رشته‌های ورزشی مانند شنا، واترپلو، ژیمناستیک و کاراته فعالیت داشت و در ژیمناستیک در سطح استانی به مقام قهرمانی رسید اما آنچه که باعث شد به رشتهٔ وزنه‌برداری روی آورد حضور و تشویق برادر بزرگترش بود.
علی‌اکبر شیرزادی نخستین مربی وی در کرمانشاه بود که نقش زیادی در کشف استعداد و پیشرفت رستمی داشت.
کیانوش رستمی در خصوص نخستین مسابقه وزنه‌برداری که شرکت کرده‌است می‌گوید:
«۱۱ ساله بودم که در مسابقات استانی وزنه‌برداری در کرمانشاه شرکت کردم و توانستم در دو ضرب با حدود ۵۰ کیلوگرم مقام سوم را کسب کنم و از همان‌جا بود که به وزنه‌برداری علاقه‌مند شدم.»

## فعالیت ورزشی

### سال ۲۰۰۸

#### مسابقات قهرمانی آسیا ۲۰۰۸
کیانوش رستمی در سن ۱۷ سالگی در دستهٔ ۶۹ ک‌گ مسابقات قهرمانی آسیا ۲۰۰۸ در کانازاوا ژاپن به روی تخته رفت و با مهار وزنهٔ ۱۳۱ کیلوگرمی در یک‌ضرب دهم شد. رستمی در دو ضرب موفق به مهار هیچ‌یک از وزنه‌هایش نشد و در دوضرب و مجموع رتبه‌ای را به‌دست نیاورد.

### سال ۲۰۱۰

#### مسابقات قهرمانی جوانان جهان ۲۰۱۰
کیانوش رستمی در وزن ۷۷ ک‌گ مسابقات جهانی در رده جوانان که در صوفیه بلغارستان برگزار شد توانست در حرکت یک ضرب وزنهٔ ۱۶۰ کیلوگرمی و در دو ضرب وزنهٔ ۱۸۷ کیلوگرمی را مهار کند و به نشان طلای یک‌ضرب و دوضرب و مجموع جوانان جهان دست یابد.

#### بازی‌های آسیایی ۲۰۱۰
رستمی در بازی‌های آسیایی ۲۰۱۰ گوانگ‌ژو نمایندهٔ ایران در دستهٔ ۸۵ کیلو بود که با مهار وزنهٔ ۱۶۵ کیلوگرمی در یک‌ضرب پنجم و وزنهٔ ۲۰۰ کیلوگرمی در دوضرب ششم شد. وی با مجموع ۳۶۵ کیلوگرم به عنوانی بهتر از ششمی دست پیدا نکرد.

#### مسابقات قهرمانی جهان ۲۰۱۰
رستمی در مسابقات جهانی ۲۰۱۰ در آنتالیا ترکیه در یک‌ضرب با مهار وزنهٔ ۱۶۱ کیلوگرمی برنز گرفت و در دوضرب رکورد ۱۹۳ ک‌گ را به ثبت رساند و پنجم شد. رستمی با رکورد مجموع ۳۵۴ ک‌گ به مقام چهارم وزن ۷۷ ک‌گ مردان دست یافت.

### سال ۲۰۱۱

#### مسابقات قهرمانی جوانان جهان ۲۰۱۱
رستمی در مسابقات جوانان جهان در شهر پنانگ مالزی در وزن ۸۵ کیلوگرم به روی تخته رفت و با مهار وزنه‌های ۱۶۸ کیلوگرمی در یک‌ضرب و ۲۱۰ کیلوگرمی در دوضرب صاحب نشان‌های نقره یک‌ضرب و طلای دوضرب و مجموع مسابقات شد. پس از مسجل شدن قهرمانی رستمی و کسب مدال طلای وی در حرکات دو ضرب و مجموع، این وزنه‌بردار دو بار پیاپی به وزنه ۲۱۹ کیلوگرمی که در واقع رکورد جهان محسوب می‌شد حمله کرد که در نهایت با ناکامی در مهار آن نتوانست پس از ۱۷ سال رکورد وزنه‌بردار چینی را جابجا کند.

#### مسابقات قهرمانی آسیا ۲۰۱۱
کیانوش در مسابقات وزنه‌برداری قهرمانی آسیا در تانلینگ چین با مهار وزنه‌های ۱۶۲ در یک‌ضرب، ۲۰۱ در دوضرب و مجموع ۳۶۳ پس از لو یونگ چینی که سه نشان طلای مسابقات را به‌دست‌آورد، در رتبهٔ دوم قرار گرفت.

#### مسابقات قهرمانی جهان ۲۰۱۱
کیانوش رستمی در دستهٔ ۸۵ کیلوگرم مسابقات جهانی پاریس ۲۰۱۱ موفق شد با مهار وزنهٔ ۱۷۳ کیلوگرمی پس از آندری ریباکو از بلاروس و آدریان زیلینسکی از لهستان در رده سوم حرکت یک‌ضرب قرار بگیرد. رستمی در دوضرب توانست در حرکت نخست خود وزنهٔ ۲۰۹ کیلوگرمی را بالای سر ببرد و نشان طلای دوضرب و مجموع را از آن خود کند. رستمی در حرکات دوم و سوم خود در دوضرب برای مهار وزنهٔ ۲۱۹ کیلویی ناموفق بود.

### سال ۲۰۱۲

#### مسابقات قهرمانی آسیا ۲۰۱۲
رستمی در مسابقات آسیایی در شهر پیونگ‌تائک کره‌جنوبی موفق شد طلای یک‌ضرب را با مهار وزنهٔ ۱۷۲ کیلویی و نقره دوضرب را با مهار وزنهٔ ۲۱۱ کیلویی از آن خود کند. وی در این مسابقات پس از سهراب مرادی که با مجموع ۳۸۸ ک‌گ قهرمان شد قرار گرفت و مدال نقره وزن ۸۵ ک‌گ را به گردن آویخت.

#### مسابقات المپیک ۲۰۱۲
بسیاری روی مدال آوری رستمی در المپیک ۲۰۱۲ حساب ویژه‌ای باز کرده بودند و از او به عنوان یکی از شانس‌های اصلی ایران برای کسب مدال این رقابت‌ها نام می‌بردند. وی در دستهٔ ۸۶ کیلوگرم در این رقابت‌ها شرکت کرد و به نشان نقره رسید. رستمی در رقابت‌های المپیک لندن ۲۰۱۲ پس از آدریان زیلینسکی که با مهار ۳۸۵ ک‌گ وزنه، توانست مدال طلای مسابقات را به‌دست‌آورد در رتبه دوم قرار گرفت و نشان نقره المپیک را از آن خود کرد. رستمی که در لندن با مهار وزنه‌های ۱۷۱ و ۲۰۹ کیلوگرمی مدال برنز گرفته بود با تأیید دوپینگ آپتی آئوخادوف روسی و نایب قهرمان المپیک لندن در وزن ۸۵ ک‌گ، از سوی کمیته بین‌المللی المپیک، مدال نقره رقابت‌ها را از آن خود کرد.

### سال ۲۰۱۴

#### بازی‌های آسیایی ۲۰۱۴
کیانوش رستمی در بازی‌های آسیایی ۲۰۱۴ در اینچئون در دستهٔ ۸۵ کیلوگرم مردان پس از تیان تائو در سکوی دوم ایستاد. رستمی در یک‌ضرب وزنه‌های ۱۶۶ و ۱۷۲ کیلوگرمی را بالای سر برد و در دوضرب در حرکت نخست ۲۰۸ ک‌گ را به ثبت رساند اما دو بار در مهار وزنهٔ ۲۱۲ کیلویی ناموفق بود و تیان تائو از چین که همانند وزنه‌بردار ایرانی دو بار در مهار وزنهٔ ۲۱۲ کیلویی ناموفق بود توانست در حرکت سوم وزنهٔ ۲۱۸ کیلویی را مهار کند و در مجموع با زدن رکورد مجموع ۳۸۱ ک‌گ مدال طلای مسابقات را از دستان رستمی خارج کند.

#### مسابقات قهرمانی جهان ۲۰۱۴
رستمی در رقابت‌های جهانی ۲۰۱۴ در آلماتی قزاقستان در حرکت یک‌ضرب وزن ۸۵ ک‌گ با رکورد ۱۷۸ ک‌گ پس از ایوان مارکف از بلغارستان دوم شد. وی در دوضرب پس از آن که دوبار وزنهٔ ۲۱۲ کیلویی را انداخت، در آخرین حرکت خود توانست ۲۱۳ ک‌گ را بالای سر ببرد و ضمن کسب نشان طلای حرکت دوضرب با رکورد مجموع ۳۹۱ ک‌گ، عنوان نخست وزن ۸۵ کیلوگرم را به‌دست بیاورد. ایوان مارکوف از بلغارستان با رکورد ۳۹۰ و آرتم اوکولوف از روسیه هم با رکورد ۳۸۵ ک‌گ نشان‌های نقره و برنز این دسته را از آن خود کردند.

### سال ۲۰۱۵

#### مسابقات قهرمانی جهان ۲۰۱۵
رستمی در مسابقات جهانی هیوستون آمریکا در وزن ۸۵ ک‌گ در یک‌ضرب با ثبت رکورد ۱۷۳ ک‌گ پس از تیان تائو چینی و آرتم اوکولوف روسی سوم شد و در دوضرب، درحالی که تیان تائو سه حرکت ناموفق داشت با مهار وزنهٔ ۲۱۴ کیلویی در حرکت نخست پس از اوکولوف دوم شد. رستمی در حرکت دوم و سوم خود نتوانست وزنه‌های ۲۱۸ و ۲۱۹ کیلویی را مهار کند. در رکورد مجموع این وزن، اوکولوف از روسیه و رستمی از ایران و آپتی آئوخادوف از روسیه به ترتیب سکوهای اول تا سوم را از آن خود کردند.

### سال ۲۰۱۶

#### جام فجر ۲۰۱۶
رستمی در رقابت‌های بین‌المللی جام فجر در وزن ۸۵ کیلوگرم با رکورد ۱۷۵ و ۲۲۰ در یک‌ضرب و دوضرب و ۳۹۵ کیلوگرم در مجموع رکورد دوضرب و مجموع جهان را از آن خود کرد.

#### مسابقات المپیک ۲۰۱۶
کیانوش رستمی که دو نشان طلای جهانی را در کارنامهٔ خود داشت یکی از امیدهای اصلی کاوران ایران در المپیک ریو ۲۰۱۶ برای کسب مدال طلا بود. رستمی در وزن ۸۵ ک‌گ این رقابت‌ها به روی تخته رفت و در یک‌ضرب وزنه‌های ۱۷۴ و ۱۷۹ کیلویی را بالای سر برد اما در مهار وزنهٔ ۱۸۲ کیلویی ناکام ماند. وی در دوضرب پس از آن که وزنه ۲۱۵ کیلویی را انداخت در حرکت دوم توانست این وزنه را مغلوب قدرت خود کند و در حرکت سوم وزنهٔ ۲۱۷ کیلویی را مهار کرد و انتقام بازی‌های آسیایی ۲۰۱۴ را از تیان تائو گرفت و به قهرمانی المپیک ۲۰۱۶ رسید. در پایان مسابقات این وزن رستمی از ایران با رکورد مجموع ۳۹۶ کیلوگرم بالاتر از تائو از چین با رکورد ۳۹۵ ک‌گ و دنیس اولانوف از قزاقستان با رکورد ۳۹۰ قرار گرفت و طلای مسابقات المپیک را به گردن آویخت. همچنین او با ثبت این رکورد، توانست رکورد مجموع جهان و المپیک در وزن ۸۵ کیلوگرم مردان را که به نام خودش بود ارتقا دهد.

### حراج مدال طلای المپیک
پس از وقوع زلزله در سال ۱۳۹۶ در استان کرمانشاه رستمی مدال طلای خود را برای کمک به زلزله زدگان این استان به حراج گذاشت.
رستمی در پیامی دربارهٔ این کار خود نوشت:
اینجانب کیانوش رستمی فرزند کوچک این ملت بزرگ که هنوز در این چند روز خواب به چشمانم نیامده بر خود وظیفه دانستم قدمی هر چند کوچک برای هموطنان زلزله زده کشورم پرداخته و مدال طلای بازی‌های المپیک ۲۰۱۶ ریو را که در واقع متعلق به همین مردم است به آن‌ها بازگردانده و برای کمک به مردم زلزله زده غرب کشور به حراج بگذارم و عواید حاصل از آن را به این عزیزان اختصاص دهم.

### سال ۲۰۱۷

#### مسابقات قهرمانی جهان ۲۰۱۷
کیانوش رستمی در مسابقات جهانی آناهایم ۲۰۱۷ وزنهٔ ۱۷۹ کیلویی را مهار کرد و نقرهٔ یک‌ضرب را به گردن آویخت. اما در دوضرب در مهار وزنه‌های ۲۱۲، دو بار و ۲۱۵ کیلوگرمی، یک مرتبه ناکام بود و به رتبه‌ای دست نیافت.

### سال ۲۰۱۸

#### بازی‌های آسیایی ۲۰۱۸
رستمی در بازی‌های آسیایی ۲۰۱۸ در جاکارتا در وزن ۹۴ ک‌گ به روی تخته رفت و درحالی که در یک‌ضرب وزنهٔ ۱۷۵ کیلویی را مهار کرده بود و وزنهٔ ۱۸۵ کیلویی را در حرکت آخر انداخته بود، در دوضرب در مهار وزنه‌های ۲۱۸ و ۲۲۰ کیلویی ناکام ماند و در مجموع به رتبه‌ای دست نیافت. سهراب مرادی در این دسته قهرمان شد.

### سال ۲۰۱۹

#### مسابقات قهرمانی جهان ۲۰۱۹
کیانوش رستمی که در رقابت‌های جهانی ۲۰۱۸ به دلیل مصدومیت حاضر نبود، در مسابقات جهانی ۲۰۱۹ در شهر پاتایا در تایلند در یک‌ضرب نتوانست در سه حرکت خود وزنهٔ ۱۸۰ کیلوگرمی را مهار کند و از جدول رقابت برای کسب نشان یک‌ضرب و مجموع دستهٔ ۹۶ کیلوگرم خارج شد. وی پس از ناکامی در یک‌ضرب از شرکت در حرکت دوضرب انصراف داد. در این مسابقات تیان تائو از چین با رکورد مجموع ۴۱۰ ک‌گ قهرمان شد. فارس ابراهیم الباخ از قطر و آنتون پلیسنوی از گرجستان هم دوم و سوم شدند.

### تمرینات انفرادی
کیانوش رستمی پیش از المپیک ریو ۲۰۱۶ تصمیم گرفت به صورت انفرادی به تمرینات خود بپردازد و در تمرینات و اردوهای تیم‌ملی وزنه‌برداری ایران شرکت نمی‌کرد و با هدایت مربی شخصی خودش که برادرش کوروش رستمی بود در مسابقات حاضر می‌شد که همین موضوع باعث اعتراض‌های بسیاری از سوی منتقدانش شد. منتقدان دلیل عدم موفقیت او پس از المپیک ریو را ناشی از «غرور وی و عدم شرکت در تمرینات تیم‌ملی و تنهایی‌اش به خاطر همین غرور» می‌دانند.
سعید آقایی نویسندهٔ ورزشی روزنامهٔ ایران ورزشی پس از اوت شدن رستمی در مسابقات قهرمانی جهان ۲۰۱۹ متنی انتقادی با عنوان «سالاری که شکست» نگاشت و در آن به عدم حضور رستمی در تمرینات و اردوهای تیم‌ملی و باخت‌های او انتقاد کرد:
دست‌هایش را دور هالتر وزنه چفت می‌کند، وزنه را لیفت می‌کند و روی سینه می‌برد و ناگهان بدون بالای سر بردن آن را رها می‌کند و می‌اندازد. این حکایت مکرر کیانوش رستمی، سالار این سال‌های وزنه‌برداری است. مردی بعد از یک جین مدال جهانی و المپیک، ناگهان ساز مخالف کوک کرد و بدل به سولوئیست ناموزون ارکستر ورزش شد. همو که بعد از مدال‌هایش در برابر دوربین‌ها با تفرعن و خودشیفتگی ادعا می‌کرد این مدال فقط و فقط نتیجهٔ تلاش‌های خود اوست و هیچ بنی بشری از سرمربی گرفته تا فدراسیون تا حتی مجموعهٔ ورزش در آن ذره‌ای سهم نداشته. کیانوش به اندازه‌ای این گزاره از اساس غلط را تکرار کرد که به این باور رسید که مدال‌ها و موفقیت‌هایش نتیجهٔ کیفیت اوست و از همین رو به همه پشت کرد تا تنها باشد، تنها تمرین کند و تنها وزنه بزند.
ایالت خودمختار کیانوش در این سال‌ها به اندازه‌ای خودگردان شده بود که حتی دیگر برای فدراسیون شان و جایگاهی قائل نبود و هرگز نپذیرفت زیر بیرق کسی قرار بگیرد و همه را پس زد. از حسین توکلی گرفته تا سجاد انوشیروانی و حالا محمدحسین برخواه. همه آنهایی که روزگاری قهرمان جهان و المپیک بوده‌اند و مسیری که این روزها رستمی در آن شلتاق می‌کند را با تاخت و تاز رفته‌اند و چمدان افتخاراتشان از کیانوش کمتر نیست. او حتی علی مرادی، وزارت ورزش و کمیته ملی المپیک را به هیچ گرفت تا جزیرهٔ تنهایی‌اش بزرگ و بزرگتر شود.
مسیری که انتهای آن از دور پیدا بود و به ناکجاآباد ناکامی ختم می‌شد. ایالت خودمختار کیانوش تا بدانجا پیش رفت که حتی خانواده‌اش را هم در آن دخیل کرد آنجا که برادرش را بدون یک روز سابقه در ورزش و فردی که در زندگی‌اش حتی دست به میله هالتر نزده را به عنوان مربی معرفی کرد و شرط گذاشت که بدون او وزنه نمی‌زند! توریستی در قامت مربی که برای حضورش در آنهایم آمریکا ۳ ماه تمام کاروان وزنه‌برداری را معطل ویزای خان داداش شدند تا سالار به وزنه زدن روی تخته رقابت‌های جهانی رضایت دهد.
نتیجه این همه کج روی، خودمختاری و تمامیت‌خواهی اما سقوط آزاد و آرام رستمی از اوج بود. ستاره‌ای که ابتدا طلای جهان را از کف داد و در ادامه حقیقت در جاکارتا به او سیلی زد. آنجا که در بازی‌های آسیایی در میان بهت و حیرت اوت کرد و وزنه‌ها را یکی پس از دیگری انداخت تا اوت کند اما آقای سالار سیلی حقیقت را به هیچ گرفت و در جزیره تنهایی‌اش آنقدر ادامه داد تا این ناکامی تلخ را این بار در مقیاس جهانی و در پاتایا تکرار کند.

آنجا که روی تخته جهانی، در مهار وزنهٔ ۱۸۰ کیلو سه بار پیاپی ناکام ماند، در پشت صحنه درگیری خانوادگی را جلوی دوربین‌ها عیان کرد و دست آخر روی تخته معرکه گرفت و برای داوران خط و نشان کشید تا سقوط محض و تمام عیار یک ستاره ورشکسته را به نظاره بنشینیم. سالاری که نه تنها از اسب، که حالا از اصل هم به زیر افتاده؛ یک خود ویرانگری بزرگ که تنها افسوس و غبن را به همراه دارد.

### سال ۲۰۲۰

#### جام فجر ۲۰۲۰
رستمی در مسابقات جام فجر ۲۰۲۰ که یکی از مراحل گزینشی المپیک توکیو ۲۰۲۰ بود و در رشت برگزار شد، در دستهٔ ۹۶ کیلوگرم شرکت کرد و در مهار وزنه‌های ۱۷۵ کیلوگرمی (۲بار) و ۱۷۷ کیلوگرمی در حرکت یک ضرب ناکام ماند و این‌بار هم مانند رقابت‌های قهرمانی جهان ۲۰۱۷ و ۲۰۱۹ و بازی‌های آسیایی ۲۰۱۸ رتبه‌ای به دست نیاورد و بدین ترتیب شانس وی برای حضور در المپیک ۲۰۲۰ بسیار کاهش یافت.

## نتایج
| سال                 | مکان                         | وزن            | یکضرب (کیلوگرم) | یکضرب (کیلوگرم) | یکضرب (کیلوگرم) | یکضرب (کیلوگرم) | دوضرب (کیلوگرم) | دوضرب (کیلوگرم) | دوضرب (کیلوگرم) | دوضرب (کیلوگرم) | مجموع          | رتبه           |
| سال                 | مکان                         | وزن            | ۱               | ۲               | ۳               | رتبه            | ۱               | ۲               | ۳               | رتبه            | مجموع          | رتبه           |
| بازی‌های المپیک      | بازی‌های المپیک               | بازی‌های المپیک | بازی‌های المپیک  | بازی‌های المپیک  | بازی‌های المپیک  | بازی‌های المپیک  | بازی‌های المپیک  | بازی‌های المپیک  | بازی‌های المپیک  | بازی‌های المپیک  | بازی‌های المپیک | بازی‌های المپیک |
| ------------------- | ---------------------------- | -------------- | --------------- | --------------- | --------------- | --------------- | --------------- | --------------- | --------------- | --------------- | -------------- | -------------- |
| 2012                | لندن، بریتانیا               | ۸۵ کیلوگرم     | 171             | 174             | 174             | 4               | 209             | 214             | 214             | 3               | 380            | 2              |
| 2016                | ریو دو ژانیرو، برزیل         | ۸۵ کیلوگرم     | 174             | 179             | 182             | 1               | 215             | 215             | 217             | 1               | 396            | 1              |
| قهرمانی جهان        |                              |                |                 |                 |                 |                 |                 |                 |                 |                 |                |                |
| 2010                | آنتالیا، ترکیه               | ۷۷ کیلوگرم     | 161             | 165             | 165             | 3               | 193             | 198             | ۱۹۸             | 5               | 354            | ۴              |
| 2011                | پاریس، فرانسه                | ۸۵ کیلوگرم     | 169             | 173             | 176             | 3               | 209             | 219             | 219             | 1               | 382            | 1              |
| 2014                | آلماتی، قزاقستان             | ۸۵ کیلوگرم     | 173             | 176             | 178             | 2               | 211             | 212             | 213             | 1               | 391            | 1              |
| 2015                | هیوستون، ایالات متحده آمریکا | ۸۵ کیلوگرم     | 173             | 178             | 178             | 3               | 214             | 218             | 219             | 2               | 387            | 2              |
| 2017                | آناهیم، ایالات متحده آمریکا  | ۸۵ کیلوگرم     | 170             | 174             | 174             | 2               | 212             | 212             | ۲۱۵             | --              | --             | --             |
| 2019                | پاتایا، تایلند               | ۹۶ کیلوگرم     | 180             | 180             | 180             | --              | --              | --              | --              | --              | --             | --             |
| 2022                | بوگوتا، کلمبیا               | ۸۹ کیلوگرم     | 170             | 174             | 174             | 2               | 206             | 212             | 212             | ۵               | 380            | ۴              |
| بازی‌های آسیایی      |                              |                |                 |                 |                 |                 |                 |                 |                 |                 |                |                |
| 2010                | گوانگ‌ژو، چین                 | ۸۵ کیلوگرم     | 159             | 162             | 165             | 5               | 200             | 205             | ۲۰۵             | 6               | 365            | ۶              |
| 2014                | اینچئون، کره جنوبی           | ۸۵ کیلوگرم     | 166             | 166             | 172             | 1               | 208             | 212             | 212             | 2               | 380            | 2              |
| 2018                | جاکارتا، اندونزی             | ۹۴ کیلوگرم     | 175             | 175             | 185             | 2               | 218             | 220             | 220             | --              | --             | --             |
| قهرمانی آسیا        |                              |                |                 |                 |                 |                 |                 |                 |                 |                 |                |                |
| 2008                | کانازاوا، ایشیکاوا، ژاپن     | ۶۹ کیلوگرم     | 126             | 131             | ۱۳۳             | ۱۰              | --              | --              | --              | --              | --             | --             |
| 2011                | تانگلینگ، چین                | ۸۵ کیلوگرم     | 157             | 162             | 166             | 2               | 193             | 198             | 201             | 2               | 363            | 2              |
| 2012                | پیونگتائک، کره جنوبی         | ۸۵ کیلوگرم     | 168             | 172             | 175             | 2               | 201             | 211             | 216             | 2               | 383            | 2              |
| 2020                | تاشکند، ازبکستان             | ۸۹ کیلوگرم     | 167             | 176             | 176             | 2               | 206             | 206             | 216             | 2               | 373            | 1              |
| جام فجر             |                              |                |                 |                 |                 |                 |                 |                 |                 |                 |                |                |
| 2016                | تهران، ایران                 | ۸۵ کیلوگرم     | 170             | 175             | --              | 1               | 210             | 220             | --              | 1               | 395            | 1              |
| جام قطر             |                              |                |                 |                 |                 |                 |                 |                 |                 |                 |                |                |
| 2019                | دوحه، قطر                    | ۹۶ کیلوگرم     | 172             | 177             | 178             | 1               | 210             | 220             | 225             | 2               | 403            | 2              |
| قهرمانی جوانان جهان |                              |                |                 |                 |                 |                 |                 |                 |                 |                 |                |                |
| 2010                | صوفیه، بلغارستان             | ۸۵ کیلوگرم     | 152             | 157             | 160             | 1               | 182             | 187             | 187             | 1               | 347            | 1              |
| 2011                | پنانگ، مالزی                 | ۸۵ کیلوگرم     | 162             | 168             | 171             | 2               | 204             | 204             | 210             | 1               | 378            | 1              |

## تجلیل و تقدیر
از کیانوش رستمی به همراه چند تن دیگر به عنوان «مشاهیر کرد» در تیر ۱۳۹۸ در کنگره جهانی مشاهیر کرد تجلیل و تقدیر شد. به وی نشان «شهروند طلایی» اعطا شد.